# Wieża mieszkalna w Żelaźnie
 Wieża mieszkalna w Żelaźnie – zabytkowa budowla gotycka z przełomu XV/XVI wieku w Żelaźnie w województwie dolnośląskim, w powiecie kłodzkim, w gminie Kłodzko.

## Położenie
Wieża mieszkalna znajduje się w południowo-zachodniej Polsce w Sudetach Wschodnich, w południowo-wschodniej części Kotliny Kłodzkiej, około 7 km na południe od centrum Kłodzka. Usytuowana jest na wzgórzu w pobliżu ujścia potoku Piotrówka do Białej Lądeckiej.

## Historia
Wieża wzniesiona została na przełomie XV/XVI wieku, najprawdopodobniej po roku 1485, na terenie majątku sędziowskiego. Była przebudowywana w 1689 i 1727 roku. Fundator nie jest znany, historycy wskazują na postać burgrabiego zamku kłodzkiego Jacoba Stanke von Koritau, właściciela lokalnych dóbr. Nieznana pozostaje również pierwotna funkcja wieży. Według badaczy wieża pełniła funkcję średniowiecznej strażnicy, lub rycerskiej siedziby mieszkalnej. Wieża w Żelaźnie stanowiła majątek sędziowski i mieszczański, jedynie okresowo była siedzibą rycerską. Podczas wojny trzydziestoletniej 22 października 1646 wieżę zniszczył pożar. W roku 1727 wieża została odbudowana, otynkowano ją i nakryto siodłowym dachem. Podziały wewnątrz wieży są wtórne i pochodzą z okresu przebudowy, na co wskazuje wykuta na nadprożu portalu wejściowego data 1727, prawdopodobnie pierwotnie na każdej kondygnacji znajdowało się jedno pomieszczenie. Początkowo budynek nie był otynkowany, obecnie tynk zakrywa pierwotne mury. Podczas II wojny światowej w murach wieży mieścił się niewielki niemiecki obóz pracy przymusowej dla ok. 20 więźniów różnych narodowości, wśród nich byli Anglicy, Francuzi i Polacy. Możliwe, że nie była to początkowo wieża mieszkalna, nie trafiono bowiem na ślady okien w murach. W niszczejącej po drugiej wojnie światowej średniowiecznej wieży w 1966 r. przeprowadzono remont generalny, po czym przekazano ją drużynie harcerskiej z Żelazna. Zabytek pod opieką harcerzy pozostał około dwudziestu lat, po czym w znacznym stopniu zdegradowany został opuszczony. Obecnie wieża jest własnością prywatną.

Decyzją wojewódzkiego konserwatora zabytków z dnia 29 listopada 1965 roku wieża została wpisana do rejestru zabytków.

## Architektura
Budowla gotycka, pochodząca z przełomu XV/XVI wieku, zbudowana z kamienia łamanego na planie kwadratu o bokach 6,5 × 7 metrów w kształcie czterokondygnacyjnej murowanej, nieotynkowanej i niepodpiwniczonej wieży, nakrytej dachem siodłowym. W ścianach na pierwszym piętrze zachowane relikty wykusza latrynowego i wąskie otwory okienne, interpretowane jako otwory strzelnicze lub wentylacyjne, pochodzące z późniejszego okresu. Na każdej kondygnacji mieści się dwutraktowy układ komunikacyjny z drabiniastymi schodami, oddzielony od siebie przepierzeniem, oświetlony szczelinowymi okienkami oraz jedna izba mieszkalna wyposażona w prostokątne okno. Parter pierwotnie nakryty był stropem wspartym na kamiennych wspornikach które zachowały się do obecnych czasów.

## Galeria

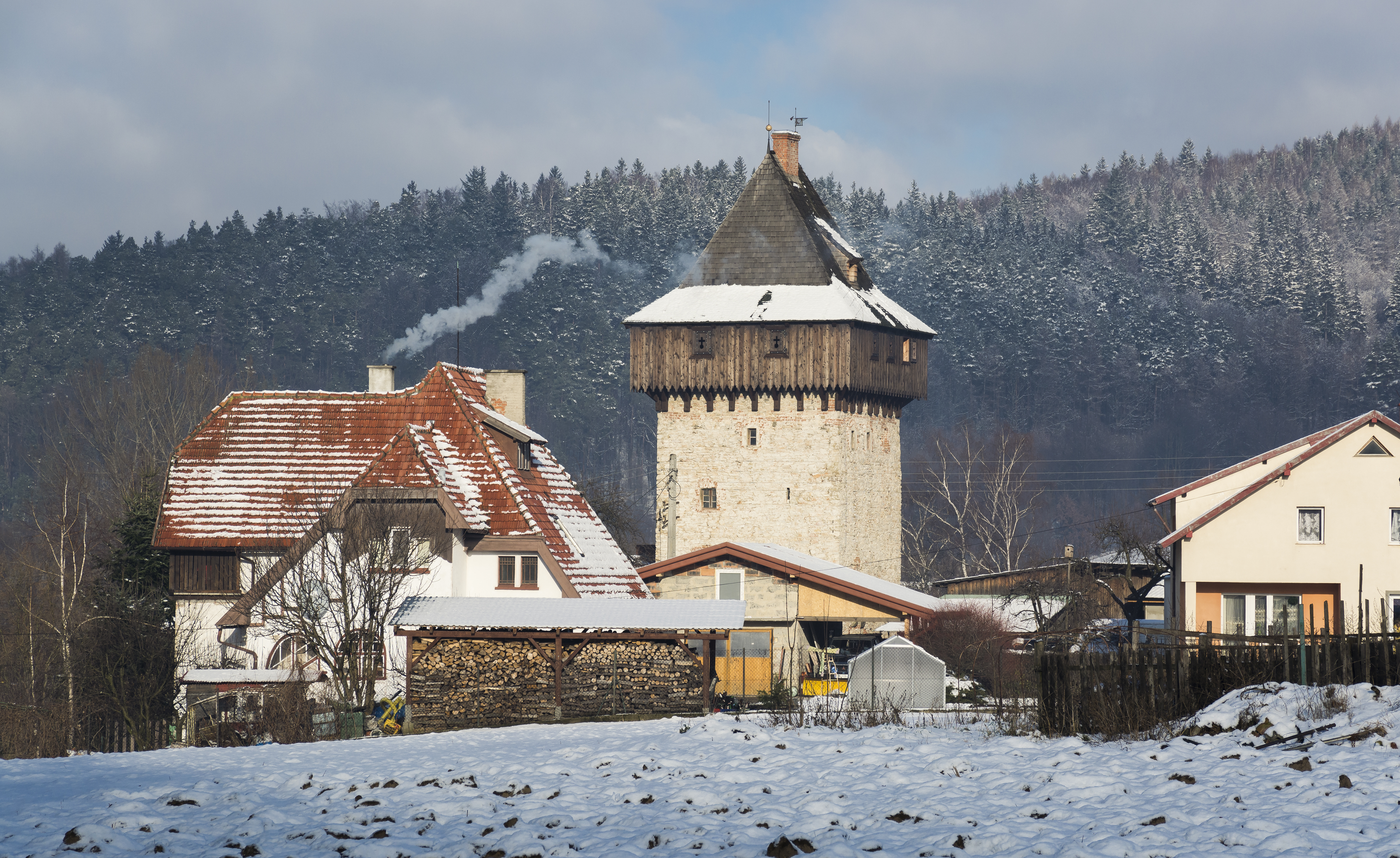
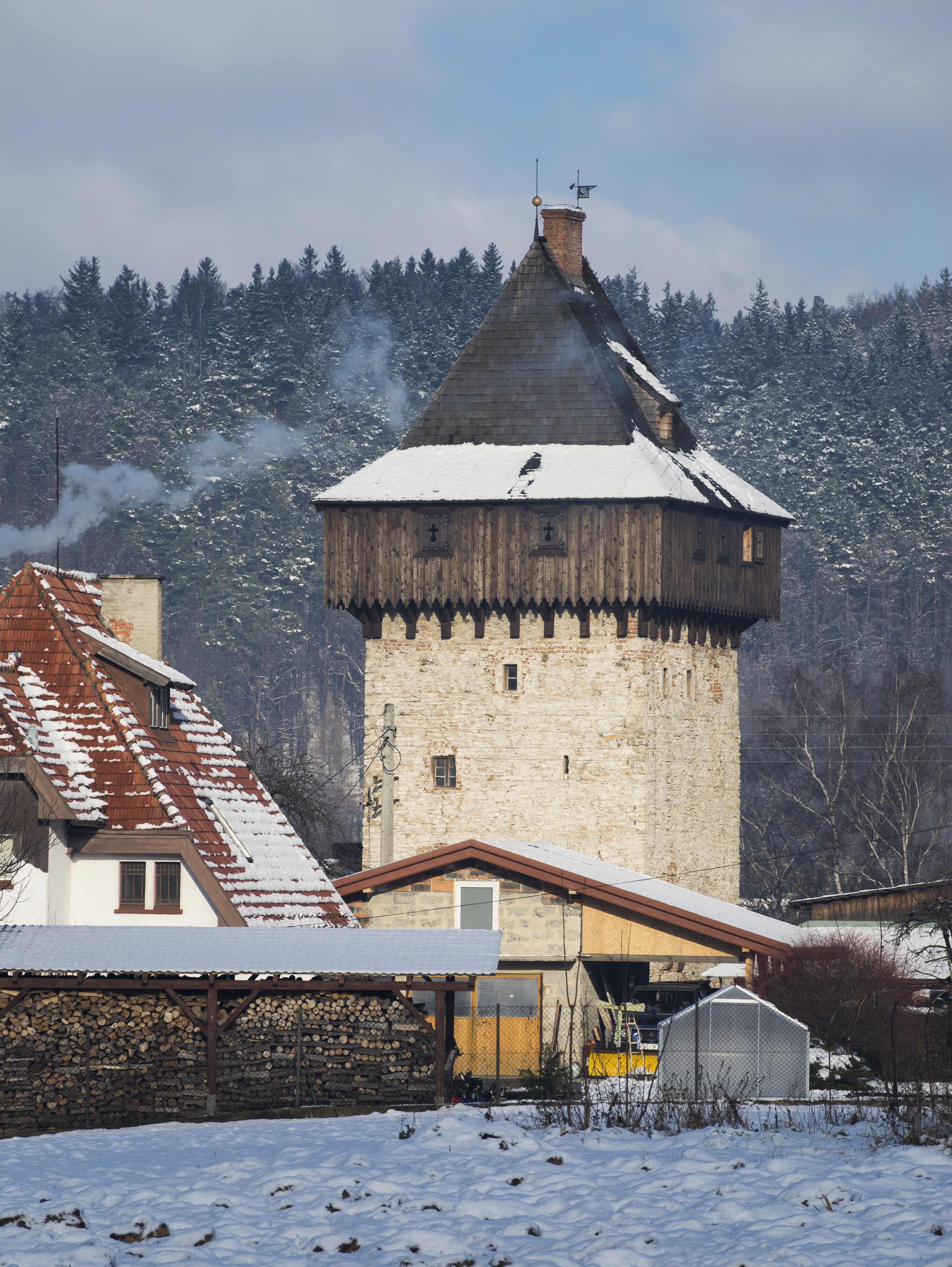
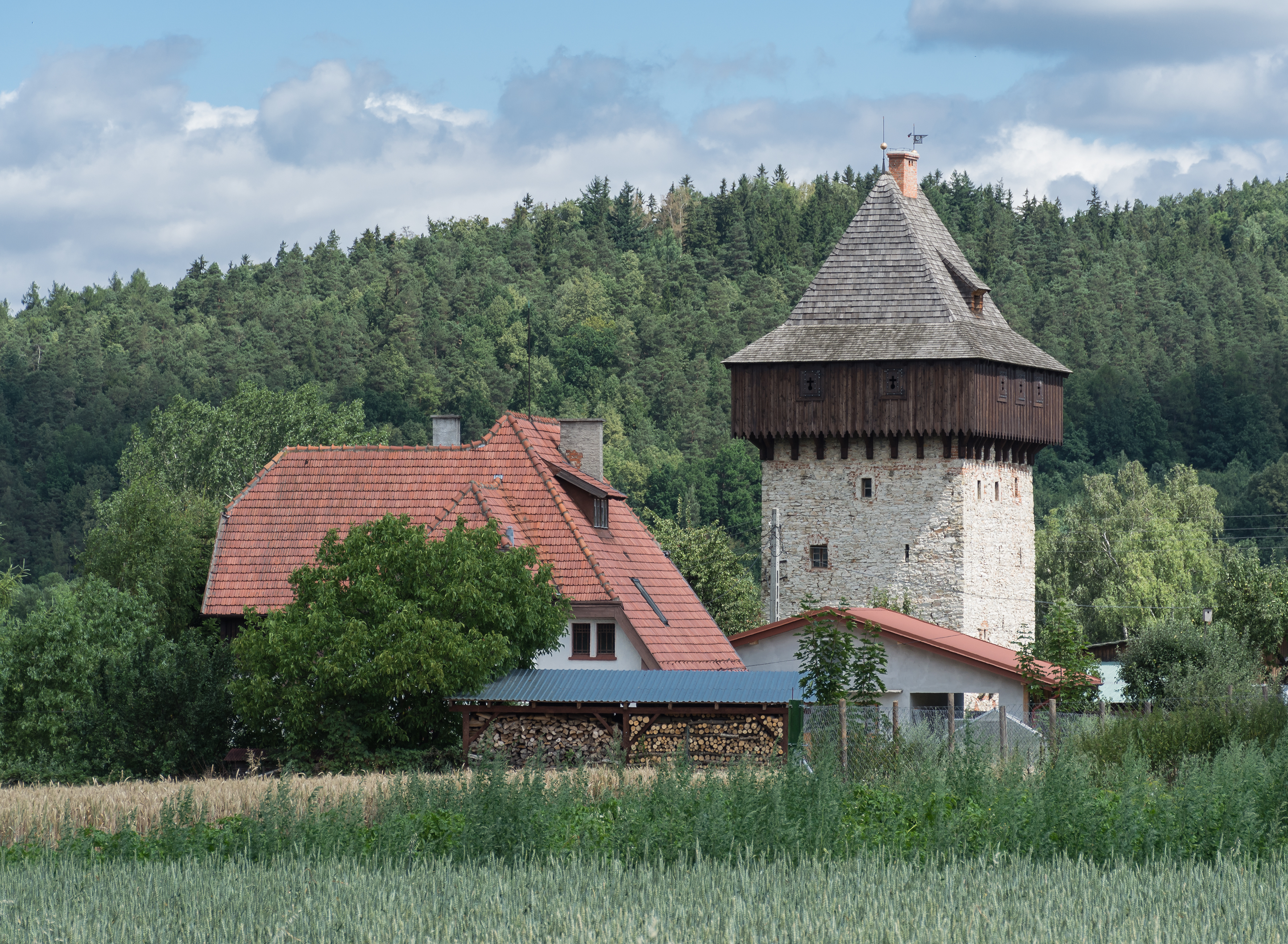
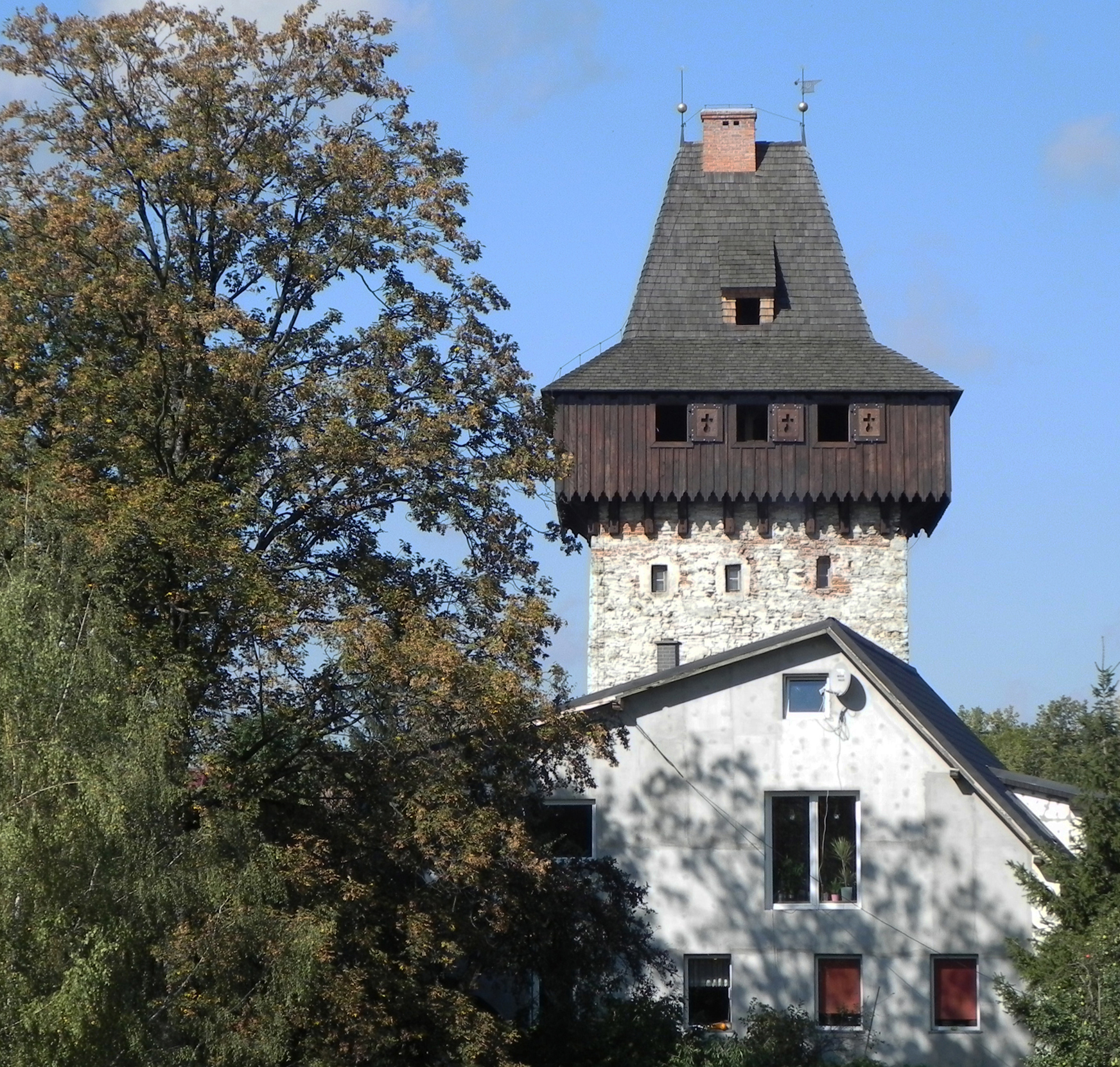
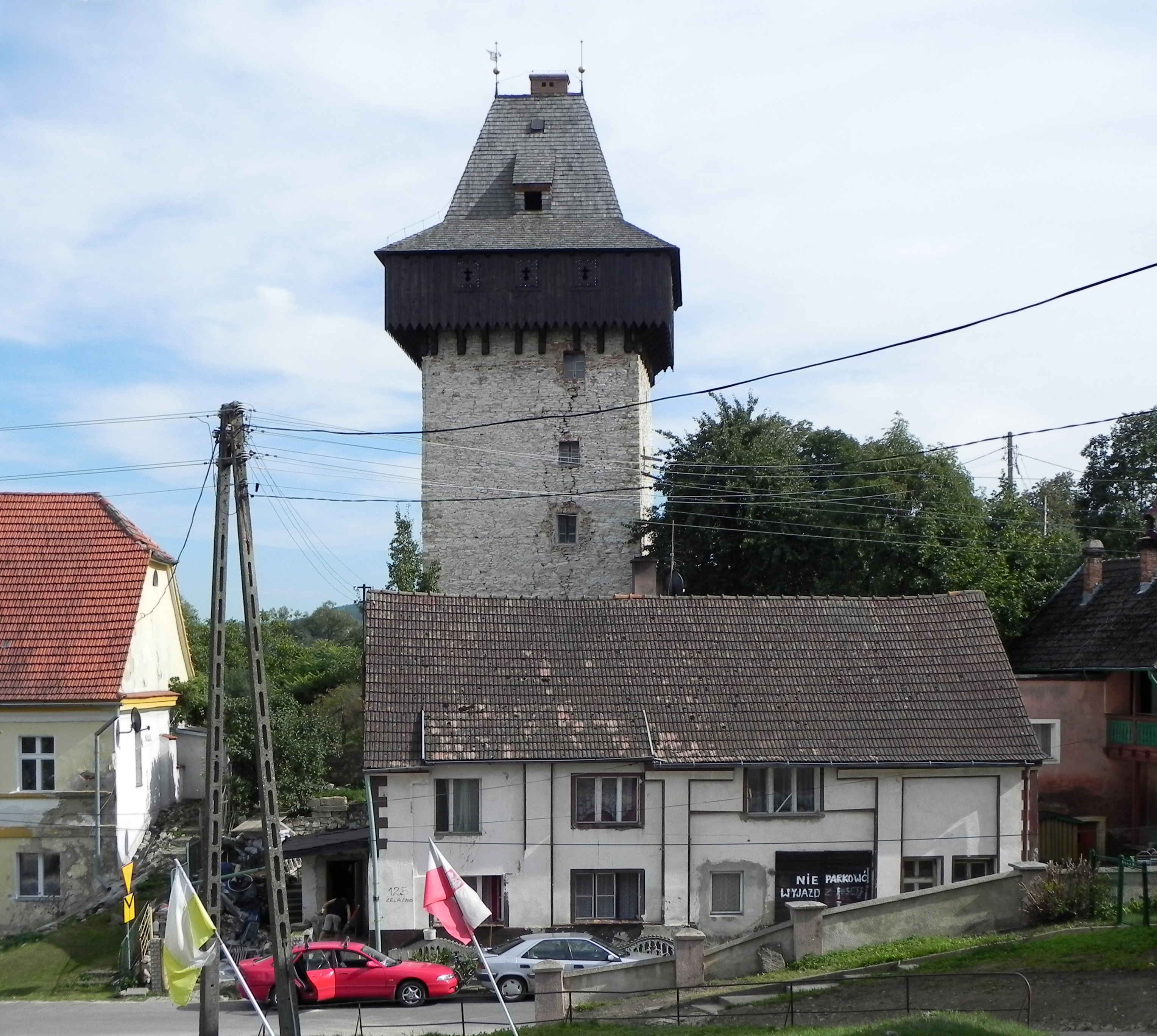
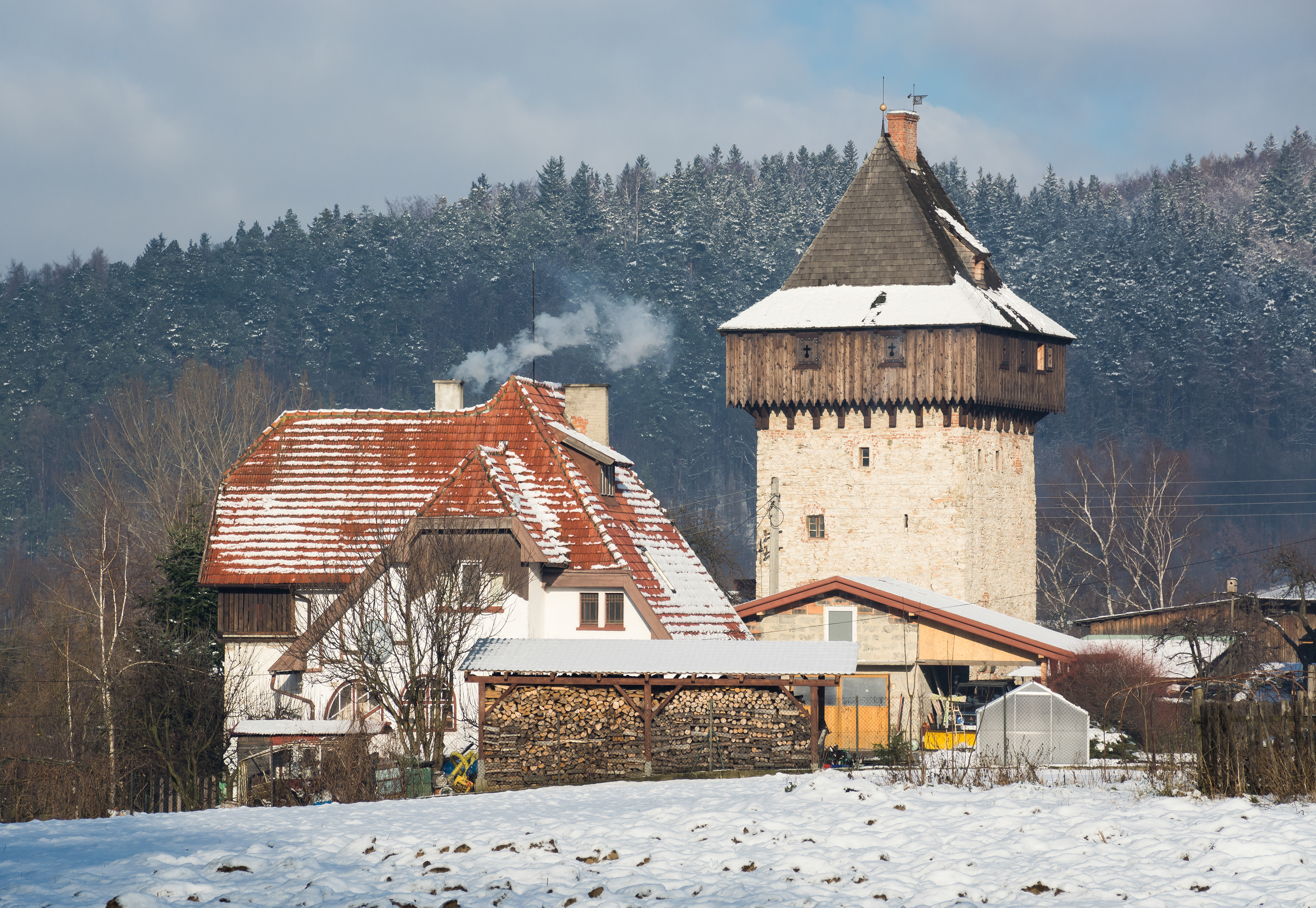